# Nothroctenus
Nothroctenus là một chi nhện trong họ Ctenidae.